# 15120 Mariafélix
15120 Mariafélix è un asteroide della fascia principale. Scoperto nel 2000, presenta un'orbita caratterizzata da un semiasse maggiore pari a 2,2674592 UA e da un'eccentricità di 0,1677061, inclinata di 2,87875° rispetto all'eclittica.
L'asteroide è dedicato alla moglie dello scopritore, Maria Jesús Albors Félix.